# Red Hot Chili Peppers

Red Hot Chili Peppers (de obicei abreviat ca RHCP) este o formație rock americană formată în Los Angeles în 1983. Stilul muzical al grupului include rock alternativ, funk, punk rock și rock psihedelic. În performanțele live muzica lor incorporează elemente de jam band datorită naturii improvizate a multor interpretări ale lor. În prezent trupa constă din membrii fondatori Anthony Kiedis (voce) și Flea (bas), bateristul de durată Chad Smith; și chitaristul John Frusciante. Red Hot Chili Peppers sunt una dintre trupele cu cele mai mari vânzări din toate timpurile cu peste 80 de milioane de înregistrări vândute în toată lumea, au fost nominalizați la șaisprezece Premii Grammy, din care au câștigat șase si sunt cea mai de succes trupă din istoria radioului de rock alternativ în prezent deținând recordurile pentru cele mai multe single-uri pe prima poziție (13), cele mai multe săptămâni în total pe prima poziție (85) și cele mai multe cântece în top zece (25) în clasamentul Billboard Alternative Songs. În 2012, au fost induși în Rock and Roll Hall of Fame.
Componența originală a trupei, numită inițial Tony Flow and the Miraculously Majestic Masters of Mayhem înainte de a schimba pentru Red Hot Chili Peppers după câteva show-uri, cuprindea chitaristul Hillel Slovak și bateristul Jack Irons, alături de Kiedis și Flea. Din cauza unor angajamente cu alte trupe, Slovak și Irons nu au luat parte la albumul de debut al trupei, The Red Hot Chili Peppers (1984). Cliff Martinez a fost bateristul pe primele două înregistrări (Irons a fost pe a treia), și chitaristul Jack Sherman a performat pe prima. Slovak a evoluat pe al doilea și al treilea album al trupei, Freaky Styley (1985) și The Uplift Mofo Party Plan (1987), dar a murit după o supradoză de heroină în 1988. Drept rezultat al morții prietenului său, Irons a ales să părăsească grupul. Chitaristul de la Parliament-Funkadelic, DeWayne McKnight, a fost adus în locul lui Slovak, deși pentru puțin timp, acesta fiind înlocuit la rândul său de Frusciante în 1988. Fostul baterist de la Dead Kennedys, D. H. Peligro, a fost adus în locul lui Irons. Și acesta a fost ținut puțin, fiind înlocuit de Chad Smith în același an. Formula cu Flea, Kiedis, Frusciante și Smith a fost cea mai de durată și a înregistrat cinci albume de studio începând cu Mother's Milk (1989). În 1990, grupul a semnat cu Warner Bros. Records și a înregistrat albumul Blood Sugar Sex Magik (1991), avându-l producător pe Rick Rubin. Acest album a devenit primul mare succes comercial al trupei. Frusciante a devenit incomfortabil cu succesul trupei și a părăsit-o pe neașteptate în 1992, în mijlocul Blood Sugar Sex Magik Tour.
După doi chitariști temporari, Arik Marshall și Jesse Tobias, Dave Navarro de la Jane's Addiction s-a alăturat în 1994 și pentru următorul album al grupului, One Hot Minute (1995). Deși a avut succes din punct de vedere comercial, albumul nu a reușit să egaleze succesul critic sau popular al aclamatului Blood Sugar Sex Magik, vânzând mai puțin de jumătate din vânzările predecesorului său. Navarro a fost dat afară din trupă în 1998. Frusciante, proaspăt ieșit de la reabilitare în urma problemelor cu consumul de droguri, a revenit în trupă în același an la cererea lui Flea. Fiind reuniți, cei patru s-au întors în studio pentru a înregistra Californication (1999), care a devenit cel mai mare succes comercial al trupei cu 16 milioane de copii vândute în toată lumea. Acest album a fost urmat trei ani mai târziu de By the Way (2002) și apoi patru ani mai târziu de albumul dublu Stadium Arcadium (2006), primul lor album pe prima poziție  în America. După un tur mondial, grupul a luat o pauză prelungită. Frusciante a anunțat în 2009 că părăsește amical formația pentru a se concentra pe cariera sa solo, fiind înlocuit de Josh Klinghoffer, care a lucrat atât ca sideman pentru trupă în Stadium Arcadium tour, cât și pe proiectele solo ale lui Frusciante. Klinghoffer a apărut pe două albume Red Hot Chili Peppers, I'm with You (2011) și The Getaway (2016), înainte de a părăsi trupa în 2019 pentru ca Frusciante să revină din nou. În prezent Red Hot Chili Peppers lucrează la cel de-al 12-lea album, care are programată lansarea în 2020.

## Istorie

### Începuturi (1983-1984)
Red Hot Chili Peppers a fost format în Los Angeles de cântărețul Anthony Kiedis, chitaristul Hillel Slovak, basistul Flea și bateristul Jack Irons, toți fiind colegi de clasă la Fairfax High School. Numele trupei fiind inițial Tony Flow and the Miraculously Majestic Masters of Mayhem, prima lor performanță a fost la clubul Rhythm Lounge în fața unei mulțimi de aproximativ 30 de oameni, deschizând pentru Gary and Neighbor's Voices. Inspirați de interpreți punk funk ca The Contortions și Defunkt, ei au "compus" pentru această ocazie, ceea ce înseamnă că trupa a improvizat muzică în timp ce Kiedis a cântat pe ritmuri de rap o poezie pe care a scris-o numită "Out in L.A.". Pe atunci, Slovak și Irons erau deja angajați în altă trupă, What Is This?, oricum, performanța a fost atât de plină de viață încât trupa a fost chemată și săptămâna următoare. Datorită acestui succes neașteptat, trupa și-a schimbat numele în Red Hot Chili Peppers, performând multe alte spectacole la diverse cluburi și locuri muzicale din LA. Șase cântece din aceste show-uri inițiale au fost pe primul demo tape al trupei.
În noiembrie 1983, managerul Lindy Goetz a încheiat o înțelegere de șapte albume cu EMI America și Enigma Records. Oricum, două săptămâni mai devreme, și What Is This? a obținut o înțelegere cu MCA. Slovak și Irons încă nu considerau Red Hot Chili Peppers decât un proiect de moment așa că în decembrie 1983 au părăsit grupul pentru a se concentra pe What Is This? În loc să desființeze trupa, Kiedis și Flea au recrutat noi membri. Cliff Martinez, un prieten de-al lui Flea și membru al trupei punk The Weirdos, a fost adus în locul lui Irons. Trupa a ținut audiții pentru un chitarist nou dar a decis după câteva practici că nu merge cu chitaristul Weirdos, Dix Denney. Kiedis i-a descris pe ultimii doi candidați, Mark Nine și Jack Sherman, ca fiind respectiv, un "melancolic avangardist refugiat de la școala de artă" și un tip arătând ca un tocilar cu un Jewfro dat pe spate și un fundal necunoscut. Din punct de vedere muzical Sherman s-a înțeles imediat cu Flea și Martinez fiind angajat ca înlocuitor al lui Slovak.

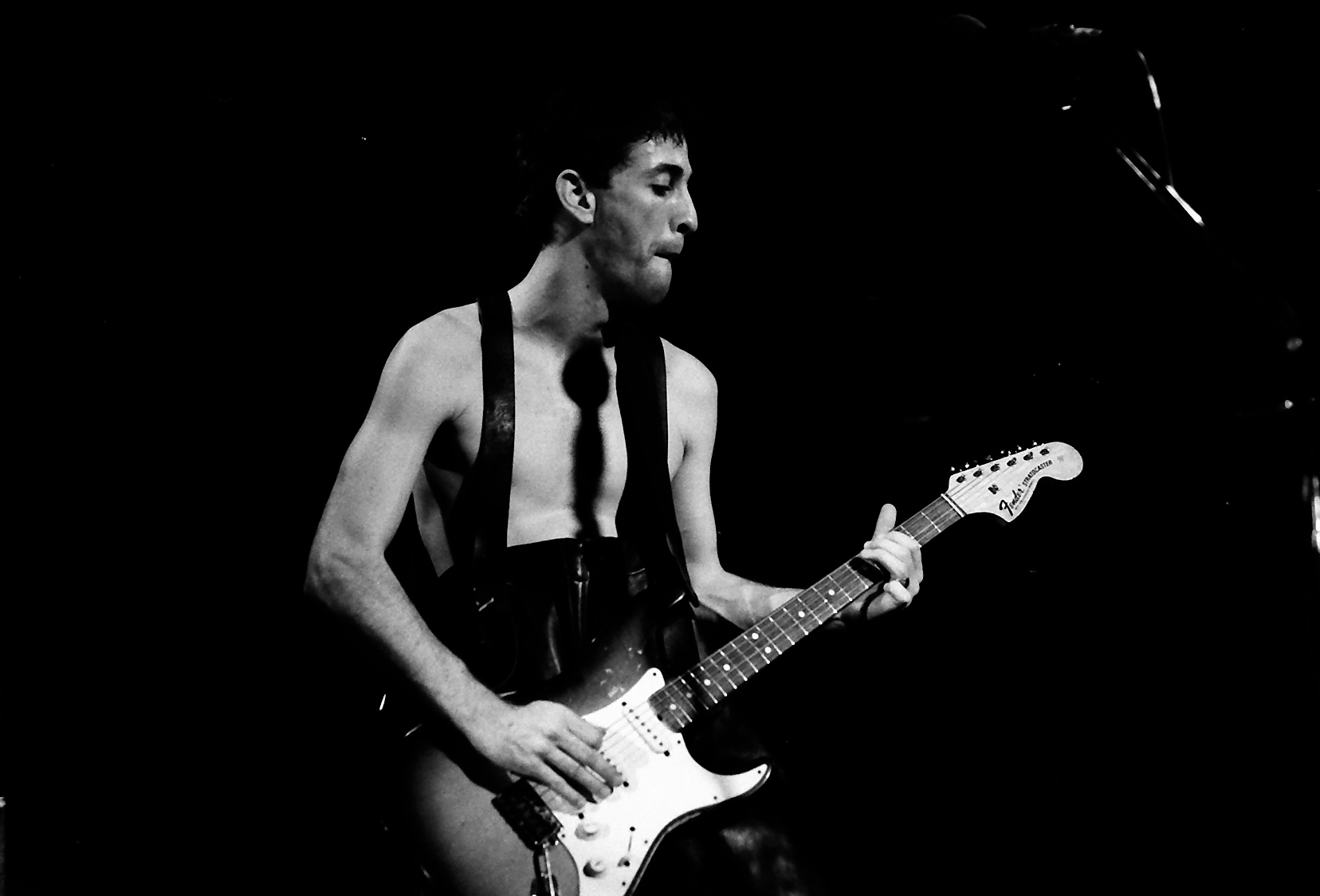
Fondatorul chitarist Hillel Slovak performând în Philadelphia, Pennsylvania în 1983.

Trupa și-a lansat albumul eponim de debut, The Red Hot Chili Peppers, pe 10 august 1984. Deși albumul nu a avut vânzări, transmisiuni pe college radio și MTV au ajutat la construirea unui fan base, și albumul a vândut în cele din urmă 300.000 de copii. Chitaristul Gang of Four, Andy Gill, care a produs albumul, "nu a îmbrățișat estetica sau ideologia muzicală [a trupei]", certându-se constant cu trupa pe tema sunetului înregistrării. Kiedis își amintește că "treaba cu Andy era să aibă un hit cu orice preț, dar era atât de greșit să ai o agendă". În ciuda îndoielilor lui Kiedis și Flea, Gill a împins trupa către un sunet mai curat, mai vioi, mai favorabil pentru radio. Trupa a fost dezamăgită de sunetul general al înregistrării, simțind că era editat excesiv ca și cum ar fi "trecut printr-o mașină de sterilizat pantofi Goody Two". Albumul a inclus vocea de fundal din partea lui Gwen Dickey, cântărețul grupului disco funk de succes din anii '70 Rose Royce. Trupa a început un tur istovitor în timpul căruia au performat în 64 de zile 60 de spectacole. În timpul turului, tensiunea muzicală și a stilului de viață dintre Kiedis și Sherman a complicat tranziția de la concerte la viața de zi cu zi a trupei. Când turul s-a terminat în octombrie 1984, Sherman a fost concediat. Hillel Slovak, care tocmai părăsise What Is This?, a revenit în trupă la începutul lui 1985.

### Construind un grup și moartea lui Slovak (1985-1988)
George Clinton a produs următorul album, Freaky Styley (1985). Clinton a combinat diverse elemente punk și funk în repertoriul trupei, permițând muzicii lor să incorporeze o varietate de stiluri distincte. Pe multe din cântecele albumului au apărut Maceo Parker și Fred Wesley. Trupa adesea consuma cantități mari de heroină în timpul înregistrării albumului, ceea ce a influențat versurile și direcția muzicală a acestuia. Grupul a avut o relație mult mai bună cu Clinton decât cu Gill, dar nici Freaky Styley, lansat pe 16 august 1985, nu a avut mult succes, nereușind să facă o impresie în vreun clasament. Următorul tur a fost considerat de asememea neproductiv de către trupă. În ciuda lipsei succesului, trupa a fost mulțumită de Freaky Styley; Kiedis reflecta că "a depășit atât de mult ce credeam că am fi putut să facem încât credeam că suntem pe calea către enormitate". În 1986 trupa a apărut în filmul Thrashin' (regizat de David Winters și cu Josh Brolin în rolul principal) cântând melodia "Blackeyed Blonde" de pe Freaky Styley. În aceeași perioadă trupa a apărut și în filmul Tough Guys cu Burt Lancaster și Kirk Douglas cântând melodia "Set It Straight" la un club de noapte din Los Angeles.
În primăvara lui 1986, trupa a decis să înceapă treaba la următorul album. EMI a asigurat trupei un buget de 5.000 de dolari să înregistreze un demo tape, și trupa a ales să lucreze cu producătorul Keith Levene, pentru că acesta împărtășea interesul lor pentru droguri. Levene și Slovak au decis să pună deoparte 2.000 de dolari din buget pentru a-i cheltui pe heroină și cocaină, ceea ce a creat tensiune între membrii trupei. Martinez "nu mai era cu inima în trupă", dar nu a părăsit-o, așa că Kiedis și Flea l-au dat afară. După concedierea lui Martinez în aprilie 1986, bateristul inițial Jack Irons a revenit în trupă spre marea surpriză a lui Kiedis, Flea și Slovak, fiind prima dată din 1983 când toți cei patru membri fondatori erau împreună. În timpul înregistrării și turneului pentru Freaky Styley, Kiedis și Slovak aveau mari probleme în a scăpa de dependența de heroină. Din cauza dependenței sale, Kiedis "nu avea aceeași forță sau dorință să vină cu idei sau versuri" și apărea la repetiții "practic dormind". Flea, Slovak și Irons au decis că era cel mai bine pentru trupă să-l concedieze pe Kiedis din cauza dependenței sale.
Trupa a câștigat premiul LA Weekly "Band of the Year Award", ceea ce l-a făcut pe Kiedis să se curețe pentru a continua să facă muzică. Kiedis și-a sunat mama în Michigan pentru sfaturi și ea l-a trimis imediat la reabilitare. După ce Kiedis și-a terminat perioada petrecută la reabilitare, a simțit un "întreg val nou de entuziasm" datorită calmării sale și a scris versurile pentru "Fight Like a Brave" în avionul spre casă. După o lună petrecută departe de trupă, a revenit în Red Hot Chili Peppers la Los Angeles pentru a înregistra următorul album al trupei, The Uplift Mofo Party Plan (1987). Chili Peppers au încercat să-l angajeze pe Rick Rubin să producă al treilea album al lor,  dar acesta a refuzat. Eventual trupa l-a angajat pe Michael Beinhorn, parte a proiectului art funk Material, care era ultima opțiune. Kiedis a discutat cu producătorul Michael Beinhorn despre înregistrarea albumului; Kiedis plănuia să înregistreze albumul în zece zile și să scrie cântecele în timpul sesiunilor de înregistrare. Cântecele au început să se formeze repede și albumul a prins formă, având același sunet și ritm funk ca Freaky Styley, cu o apropiere mare de punk rock.
Albumul a fost înregistrat în subsolul clădirii Capitol Records. Procesul de înregistrare a albumului a fost unul dificil; Kiedis dispărea frecvent în căutare de droguri. După cincizeci de zile de liniște, Kiedis a decis să ia din nou droguri pentru a celebra noua sa muzică. Consumul de droguri "a adus probleme începutului procesului de înregistrare", dar totuși trupa a înregistrat albumul cu plăcere. Din punct de vedere muzical trupa a fost inspirată de întoarcerea bateristului inițial Jack Irons, care a adus "un element atât de important și diferit chimiei noastre". Slovak l-a ajutat pe Kiedis cu înregistrarea vocii sale pe album. Între înregistrări Slovak fugea prin studio de bucurie spunând "Ăsta e cel mai frumos lucru pe care l-am făcut vreodată".
Pe 29 septembrie 1987, The Uplift Mofo Party Plan a fost lansat, devenind primul lor album ce apare în vreun clasament. Deși a ajuns numai pe poziția 148 în Billboard 200, acesta a fost un succes semnificativ în comparație cu primele două. În aceeași perioadă, Kiedis și Slovak au dezvoltat amândoi serioase dependențe de droguri, uneori abandonând trupa, fiecare, pentru zile. Depedența lui Slovak a dus la moartea sa pe 25 iunie 1988, nu mult după încheierea turului Uplift. Kiedis a părăsit orașul și nu a fost prezent la funeraliile lui Slovak (fapt la care se referă în cântecul "This Is the Place"), considerând situația ca fiind ireală și ca un vis. După întoarcerea la Los Angeles, în urma morții lui Slovak, Kiedis, Flea și Irons au avut o întâlnire cu managerul Lindy Goetz pentru a vedea ce să facă mai departe. Irons a decis că trebuia să plece, spunând că nu voia să fie parte a unui grup în care prietenii săi mureau. Irons, care s-a luptat cu depresia de-a lungul anilor, avea să devină membru al trupei grunge Pearl Jam din Seattle mulți ani mai târziu. Cu Slovak mort și Irons plecând, Kiedis și Flea au dezbătut dacă ar trebui să mai facă muzică, dar în cele din urmă au decis să meargă înainte, sperând să continue proiectul la "construirea căruia a ajutat" Slovak.

### Componență nouă de succes (1988-1989)

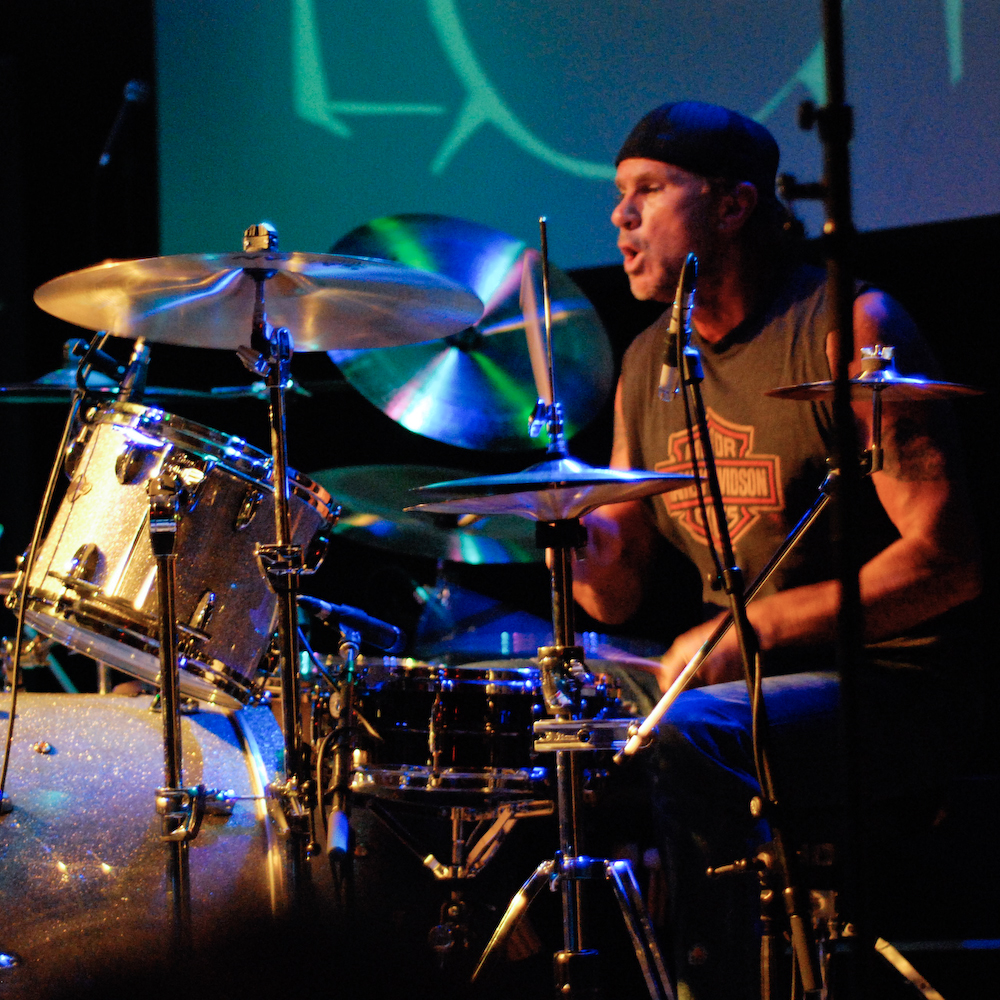
Chad Smith în 2007

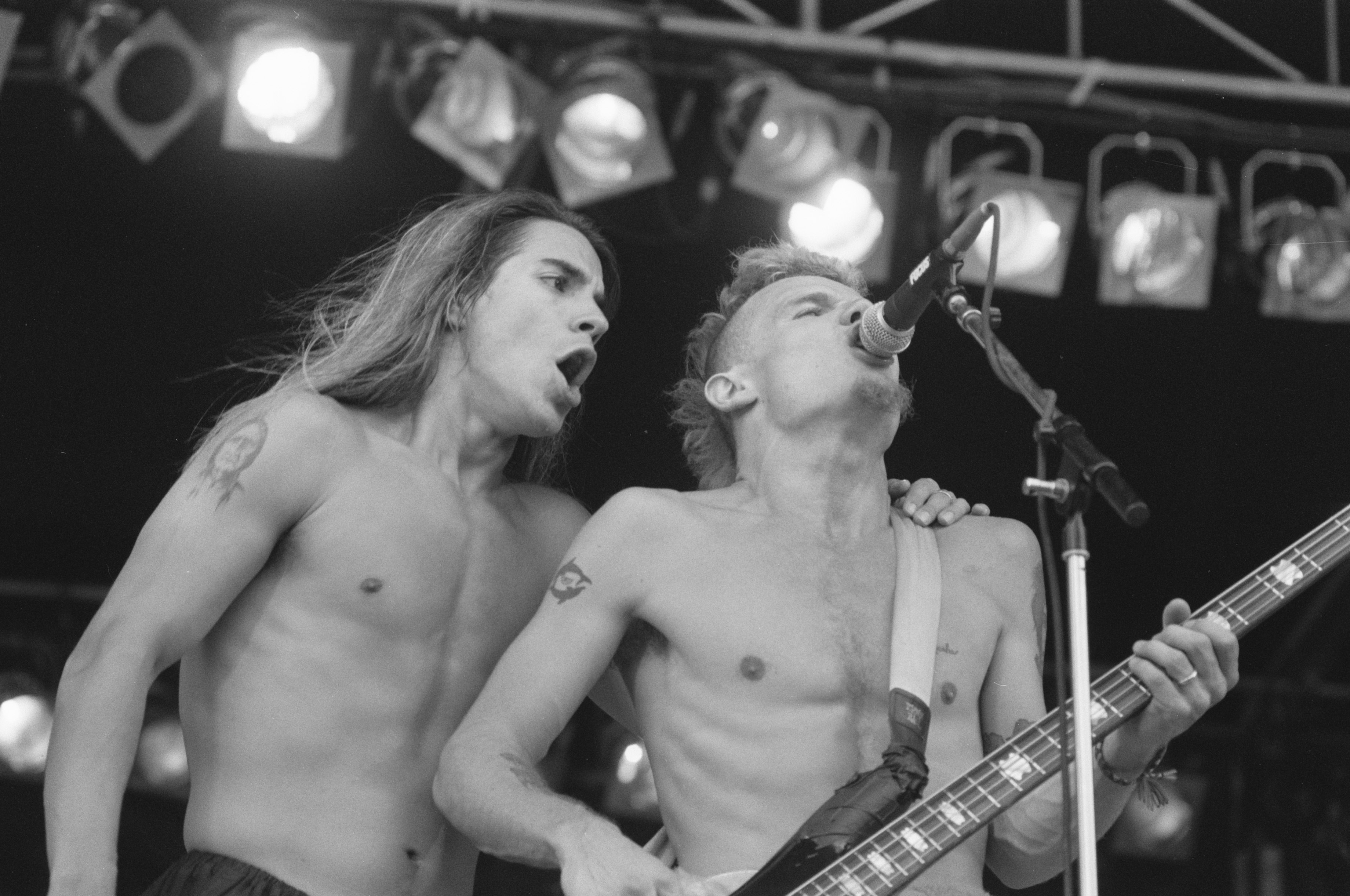
Anthony Kiedis și Flea în Amsterdam, august 1989

### Perioadă de tranziție (1993-1998)

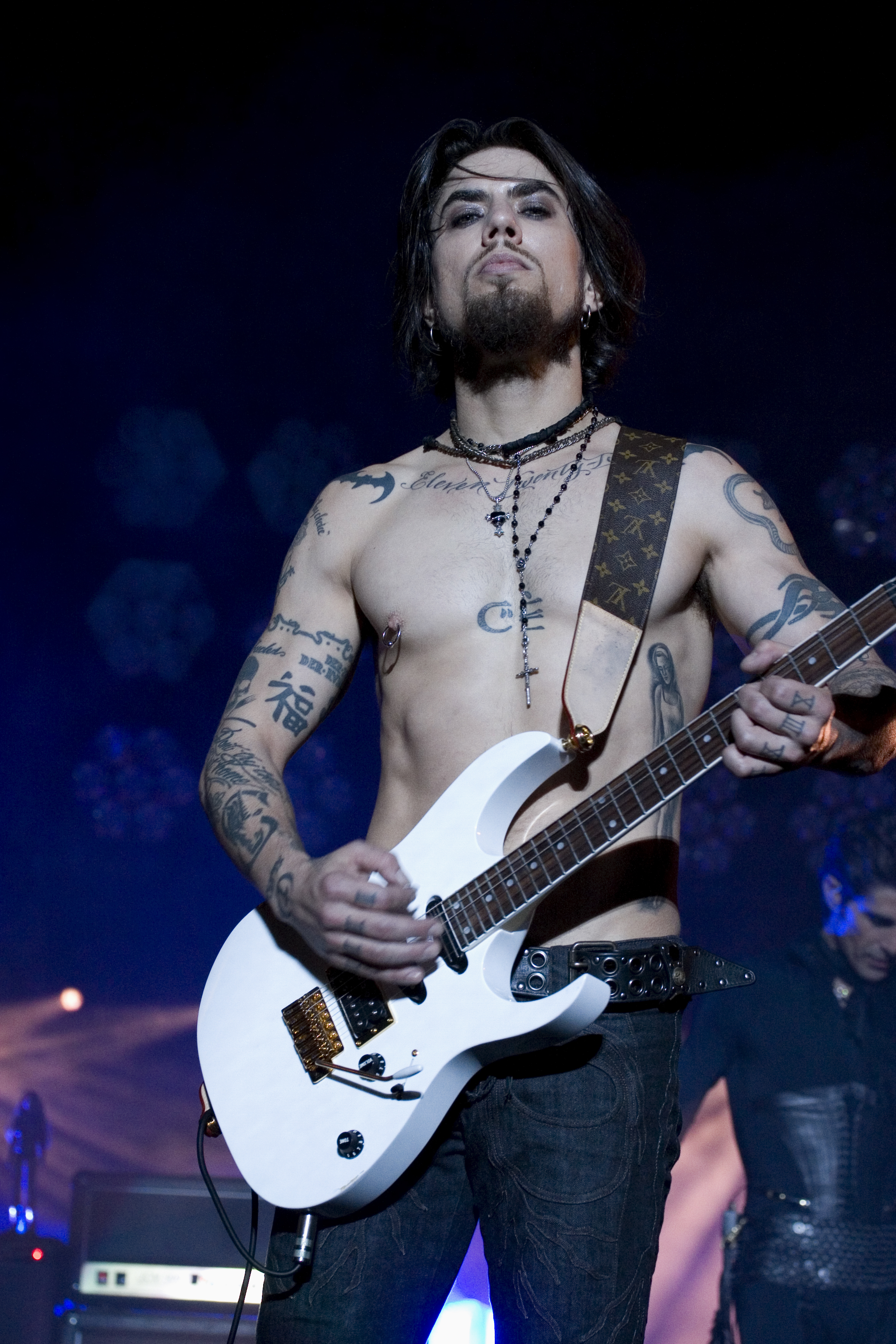
Dave Navarro

### Succes continuu (2001-2007)

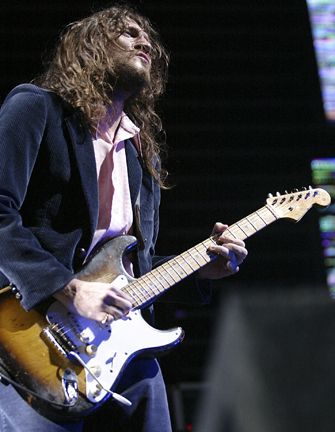
John Frusciante

## Stil muzical

### Tehnici
Stilul muzical al celor de la Red Hot Chili Peppers a fost caracterizat ca funk rock, rock alternativ, funk metal și rap rock, cu influențe hard rock, rock psihedelic și punk rock. Printre influențele trupei sunt Defunkt, Parliament-Funkadelic, Jimi Hendrix, The Misfits, James Brown, Gang of Four, Bob Marley, Big Boys, Bad Brains, Sly and the Family Stone, Ohio Players, Queen, Stevie Wonder, Elvis Presley, Deep Purple, The Beach Boys, Black Flag, Ornette Coleman, Led Zeppelin, Yes, Fugazi, Fishbone, Marvin Gaye, Billie Holiday, Santana, Elvis Costello, The Stooges, The Clash, Siouxsie and the Banshees, Devo și Miles Davis.

## Membri

### Membri actuali
- Anthony Kiedis - voce principală (1983-1986, 1986-prezent)
- Flea - chitară bas, trompetă, pian, armonică, voce secundară (1983-prezent)
- Chad Smith - tobe, percuție (1988-prezent)
- John Frusciante - chitară, clape, bas, voce secundară (2009-prezent, membru de tur în 2007)

### Foști membri
- Hillel Slovak - chitară, voce secundară (1983, 1985-1988; decedat în 1988)
- Jack Irons - tobe, percuție (1983, 1986-1988)
- Jack Sherman - chitară, voce secundară (1983-1984)
- Cliff Martinez - tobe, percuție (1983-1986)
- D. H. Peligro - tobe, percuție (1988)
- DeWayne McKnight - chitară, voce secundară (1988)
- John Frusciante - chitară, voce secundară (1988-1992, 1998-2009)
- Arik Marshall - chitară, voce secundară (1992-1993)
- Jesse Tobias - chiară, voce secundară (1993)
- Dave Navarro - chitară, voce secundară (1993-1998)

## Discografie

### Albume de studio
- The Red Hot Chili Peppers (1984)
- Freaky Styley (1985)
- The Uplift Mofo Party Plan (1987)
- Mother's Milk (1989)
- Blood Sugar Sex Magik (1991)
- One Hot Minute (1995)
- Californication (1999)
- By the Way (2002)
- Stadium Arcadium (2006)
- I'm with you (2011)
- The Getaway (2016)
- Unlimited Love (2022)
- Return of the Dream Canteen (2022)